# Phaenocarpa hirsuta
Phaenocarpa hirsuta är en stekelart som beskrevs av Koponen och Vikberg 2005. Phaenocarpa hirsuta ingår i släktet Phaenocarpa och familjen bracksteklar. Inga underarter finns listade i Catalogue of Life.